# خدای نئونی، بخش دوم: سرنگونی
«خدای نئونی، بخش دوم: سرنگونی» (به انگلیسی: The Neon God: Part 2 - The Demise) آلبومی از وسپ است که در سال ۲۰۰۴ میلادی منتشر شد.